# Ioannes Zonaras
Ioannes Zonaras byl byzantský kronikář, který zastával vysoké úřady na dvoře císaře Alexia I. Komnena a později se odebral do kláštera. Jeho nejvýznamnější dílo představuje kronika Epitome historion (Historická příručku) počínající stvořením světa a končící rokem 1118. Zonaras vycházel mimo jiné z Římských dějin Cassia Diona. Pro období krize římské říše ve 3. století přináší řadu informací, které se jinde nedochovaly, a výrazně napomáhá správnému porozumění událostem. Stejně tak je pro dnešní výzkum důležité i značné množství byzantských pramenů, ze kterých Zonaras vycházel a jež by jinak byly ztraceny. Svou prací navazuje na encyklopedické snahy z období vlády Konstantina VII. Porfyrogenneta.